# Broken (film 2012)
Broken – brytyjski dramat filmowy z 2012 roku w reżyserii Rufusa Norrisa. Wyprodukowany przez Wild Bunch. Zdjęcia kręcono w Londynie.
Światowa premiera filmu miała miejsce 7 maja 2012 roku podczas 65. Międzynarodowego Festiwalu Filmowego w Cannes. W Polsce premiera filmu odbyła się 25 stycznia 2013 roku.

## Opis fabuły
Archie (Tim Roth) jest ojcem samotnie wychowującym 11-letnią Skunk (Eloise Laurence), chorą na cukrzycę. Dziewczynka przyjaźni się z cichym młodym człowiekiem z okolicy, Rickiem. Pewnego dnia zostaje on oskarżony o gwałt przez córkę sąsiadów...

## Obsada
- Eloise Laurence jako Skunk
- Tim Roth jako Archie
- Cillian Murphy jako Mike Kiernan
- Rory Kinnear jako Bob Oswald
- Zana Marjanović jako Kasia
- Robert Emms jako Rick Buckley